# Julia Lage
Julia Lage es una bajista, cantante y compositora brasileña, reconocida por su participación en bandas como Vixen, Smith/Kotzen y Barra Da Saia.

## Biografía
Inspirada en agrupaciones como Rush, Guns N' Roses y Aerosmith, Lage empezó a tocar el bajo en su adolescencia. A los diecisiete años se unió a la banda brasileña Barra Da Saia, en la que permaneció durante trece años participando en giras, álbumes y presentaciones en televisión.
Tras dejar la banda se mudó a Los Ángeles y empezó a trabajar como música de sesión o gira para artistas como Alejandra Guzmán, Janelle Monáe, Nuno Bettencourt, Elliot Easton, Jidenna o Pat Travers. En 2015 aportó su voz en el disco Cannibals del músico estadounidense Richie Kotzen y en el álbum Hot Streak del supergrupo The Winery Dogs. En 2017 participó como corista en Salting Earth, un nuevo disco de Kotzen.
En 2022 se unió como bajista a la agrupación Smith/Kotzen, conformada por el guitarrista británico Adrian Smith y por Richie Kotzen. Participó en la gira promocional del disco homónimo de la banda, que cubrió algunas ciudades de Estados Unidos y el Reino Unido. El mismo año se convirtió en la nueva bajista de la agrupación de hard rock Vixen en reemplazo de Share Ross. Un año después participó en la grabación del nuevo sencillo de la banda, titulado «Red».
Como solista ha publicado los sencillos «Wake Up» (2022) y «The Ride» (2024); en este último contó con la colaboración del cantante Doug Pinnick.

## Discografía seleccionada

### Con Barra Da Saia
- 2004 - Barra Da Saia
- 2006 - Roça 'n Roll
- 2009 - Barra Da Saia 10 anos
- 2013 - Barra Da Saia

### Otros
- 2015 - Cannibals (Richie Kotzen)
- 2015 - Hot Streak (The Winery Dogs)
- 2017 - Salting Earth (Richie Kotzen)
- 2019 - La Guzmán Live At The Roxy (Alejandra Guzmán)
- 2020 - 50 for 50 (Richie Kotzen)
- 2022 - Better Days... And Nights (Smith/Kotzen)